# Polaromonas vacuolata
Polaromonas vacuolata es una bacteria gramnegativa del género Polaromonas. Descrita en el año 1996, se trata de la especie tipo. Su etimología hace referencia a la presencia de vacuolas de gas. Es aerobia y móvil por un flagelo polar. Las colonias son blancas, circulares y convexas. Cuantas más vesículas de gas contiene la célula, más blanca es la colonia. Temperatura de crecimiento entre 0-12 °C, óptima de 4 °C, lo que la convierte en la bacteria psicrófila más extrema. Catalasa y oxidasa positivas. Sensible a novobiocina, tetraciclina, neomicina y kanamicina. Resistente a bacitracina, estreptomicina y gentamicina. Se ha aislado en aguas de la Antártida.
En comparación con otras especies del género Polaromonas, P. vacuolata tiene una proporción menor de G+C, lo que le proporciona mayor flexibilidad del DNA para replicarse más fácilmente a bajas temperaturas.